# 詰将棋パラダイス
『詰将棋パラダイス』（つめしょうぎパラダイス）は、詰将棋専門の月刊誌。『詰パラ』と略されることも多い。
1946年に鶴田諸兄が刊行した『紳棋会報』が前身となり、1950年に創刊。以後何度かの休刊を経て、通算650号を超える詰将棋の老舗雑誌となっている。定期購読が主体であるが、東西の将棋会館と大都市の一部の書店で購入できる。
主に読者から公募された詰将棋の問題と解答・解説から構成されている。問題は初級者向けのキッズルームから上級者向けの詰将棋学校や詰将棋デパート、変則ルールのフェアリーランドなど初心者からマニアまで楽しめる内容となっている。
その年に発表された詰将棋で最も評価の高い作品に贈られる、看寿賞の発表も同誌で行われる。看寿賞の対象作品は同誌掲載作品に限らず、他の新聞、雑誌、書籍やイベント等で発表された作品も含む。
2010年、第17回大山康晴賞を受賞した。現在の編集長は水上仁。

## 関連書籍
- 『大道棋双玉集 : 全日本詰将棋連盟・蔵版』（1971年） 詰将棋パラダイス編集部
- 井島寛『象戯大矢数の研究』（1972年） 詰将棋パラダイス編集部
- 詰将棋研究会『古今趣向詰将棋名作選』(1980年)  詰将棋パラダイス編集部
- 三上毅『木葉』(1980年)  詰将棋パラダイス編集部
- 柴田昭彦『詰将棋三十年』(1980年) 詰将棋パラダイス編集部
- 岩井則幸『三桂の詩』(1980年)　詰将棋パラダイス編集部
- 若島正『盤上のパラダイス　詰将棋マニアのおかしな世界』（1988年）三一書房 - 詰パラの歴史についての本。 のち増訂版河出文庫、2023年
- 詰将棋パラダイス+週刊将棋『詰パラ傑作選』（1993年） 毎日コミュニケーションズ
- 詰将棋パラダイス+週刊将棋『5手詰めパラダイス』（1997年） 毎日コミュニケーションズ
- 詰将棋パラダイス+週刊将棋『7手詰めパラダイス』（1997年） 毎日コミュニケーションズ
- 詰将棋パラダイス+週刊将棋『9手詰めパラダイス』（1997年） 毎日コミュニケーションズ
- 詰将棋パラダイス+週刊将棋『3手詰めパラダイス』（1999年） 毎日コミュニケーションズ
- 詰将棋パラダイス+週刊将棋『看寿賞作品集』（1999年） 毎日コミュニケーションズ
- 詰将棋パラダイス+週刊将棋『新5手詰めパラダイス』（2001年） 毎日コミュニケーションズ
- 詰将棋パラダイス+週刊将棋『新7手詰めパラダイス』（2001年） 毎日コミュニケーションズ
- 詰将棋パラダイス+週刊将棋『新9手詰めパラダイス』（2001年） 毎日コミュニケーションズ
- 詰将棋パラダイス+週刊将棋『詰将棋実戦形パラダイス』（2002年） 毎日コミュニケーションズ
- 詰将棋パラダイス+週刊将棋『詰将棋実戦形パラダイス2』（2006年） 毎日コミュニケーションズ
- 詰将棋パラダイス+週刊将棋『5手7手詰めパラダイス』（2007年） 毎日コミュニケーションズ(マイコミ将棋文庫SP)
- 詰将棋パラダイス+週刊将棋『新5手7手詰めパラダイス』（2009年）毎日コミュニケーションズ(マイコミ将棋文庫SP)
- 詰将棋パラダイス『3手5手詰パラダイス : 詰みの力を倍増させる200題』マイナビ出版  2016(マイナビ将棋文庫)
- 詰将棋パラダイス『サクサク解ける詰将棋練習帳 風の巻』マイナビ出版  2017(マイナビ将棋文庫)
- 詰将棋パラダイス『完全版 看寿賞作品集』マイナビ出版  2017
- 詰将棋パラダイス『完全版 詰将棋実戦形パラダイス』マイナビ出版  2018(マイナビ将棋文庫)
- 羽生善治監修,詰将棋パラダイス 執筆『羽生善治監修子ども詰将棋チャレンジ!!220問』新星出版社  2018
- 詰将棋パラダイス『サクサク解ける詰将棋練習帳 林の巻』マイナビ出版  2018(マイナビ将棋文庫)
- 詰将棋パラダイス『7手9手詰パラダイス : 詰みと読みの力をつける210題』マイナビ出版  2019(マイナビ将棋文庫)
- 詰将棋パラダイス『詰将棋パラダイス3手詰傑作選』マイナビ出版  2019(マイナビ将棋文庫)
- 詰将棋パラダイス『詰将棋パラダイス5手詰傑作選』マイナビ出版  2019(マイナビ将棋文庫)
- 詰将棋パラダイス『11手～15手詰パラダイス　四段以上の力をつける200題』マイナビ出版  2020 (マイナビ将棋文庫)
- 羽生善治監修, 詰将棋パラダイス『羽生善治監修 はじめての人ともう一度の人の詰将棋 - 1・3・5手詰』ワニブックス 2022
- 詰将棋パラダイス『13手～17手詰パラダイス　五段を目指す200題』マイナビ出版 2023
- 詰将棋パラダイス編『詰パラ発!激辛3手詰』マイナビ出版　2024
- 羽生善治監修, 詰将棋パラダイス執筆『はじめての人ともう一度の人の詰将棋3手詰 : 新・決定版』ワニブックス 2024
- 羽生善治監修, 詰将棋パラダイス執筆『子ども詰将棋1手詰200問』新星出版社

2025
- 詰将棋パラダイス編『詰パラ発!激辛5手詰』マイナビ出版　2025

## 外部サイト
- 詰将棋パラダイス
- 全日本詰将棋連盟